# Llei de Planck

Llei de Planck per a cossos a diferents temperatures

En física, la llei de Planck descriu la quantitat d'energia electromagnètica amb una longitud d'ona determinada radiada per un cos negre en equilibri tèrmic (és a dir, la radiància espectral d'un cos negre). La llei porta el nom de Max Planck, que originalment la va proposar el 1900. La llei va ser la primera a descriure amb precisió la radiació del cos negre, i resoldre la catàstrofe ultraviolada. És un resultat pioner de la física moderna i la teoria quàntica.
En termes de freqüència (ν) o longitud d'ona (λ), la llei de Planck s'escriu com:
{\displaystyle B_{\nu }(T)={\frac {2h\nu ^{3}}{c^{2}}}{\frac {1}{e^{\frac {h\nu }{k_{\mathrm {B} }T}}-1}}}    ,o bé    {\displaystyle \,B_{\lambda }(T)={\frac {2hc^{2}}{\lambda ^{5}}}{\frac {1}{e^{\frac {hc}{\lambda k_{\mathrm {B} }T}}-1}}}
on B és la radiància espectral, T és la temperatura absoluta del cos negre, kB és la constant de Boltzmann, h és la constant de Planck, i c és la velocitat de la llum. Però aquestes no són les úniques maneres d'expressar la llei; expressar-ho en termes de nombre d'ona en lloc de freqüència o longitud d'ona també és comú, com ho és l'expressió en termes del nombre de fotons emesos en una determinada longitud d'ona, en lloc de l'energia emesa. En el límit de baixes freqüències (és a dir, longituds d'ona llargues), la llei de Planck es converteix en la llei de Rayleigh-Jeans, mentre que en el límit d'altes freqüències (longituds d'ona curtes) que tendeix a l'aproximació de Wien. La longitud d'ona en què es produeix el màxim d'emissió ve donada per la llei de Wien i la potència total emesa per unitat d'àrea ve donada per la 
llei d'Stefan-Boltzmann. Per tant, a mesura que la temperatura augmenta la brillantor d'un cos canvia del vermell al groc i al blau.
Max Planck va desenvolupar la llei el 1900, originalment només amb constants determinades empíricament, i més tard va mostrar que, expressat com una distribució d'energia, és l'única distribució estable de radiació en equilibri termodinàmic. Com a distribució d'energia és una de la família de distribucions d'equilibri tèrmic, que inclouen la distribució de Bose-Einstein, la distribució de Fermi-Dirac i la distribució de Maxwell-Boltzmann.

Corbes d'emissió de cossos negres a diferents temperatures comparades amb les prediccions de la física clàssica anteriors a la llei de Planck.

La llei de Planck descriu la quantitat d'energia que irradien els objectes, i més específicament la quantitat d'energia que s'irradia per una freqüència (o longitud d'ona) donada. Es quantifica com irradien poca energia els objectes a baixes temperatures, els objectes calents desprenen radiació de color vermell opac i emeten una quantitat perceptible de calor, i els objectes molt calents (com el sol) brillen de color groc o blau-blanquinós. La llei dona la potència normal irradiada a partir d'una unitat d'àrea de l'objecte en angle sòlid dins d'una banda de freqüències d'ample centrat en una freqüència ν. Com a tal, la radiància espectral Bν(T) té unitats de W·m-2·sr-1·Hz-1 quan s'expressa en unitats del SI.
Aquest significat nominal és però inexacte perquè la radiació varia amb l'angle i la freqüència. Es fa necessari per la disminució d'unitat d'àrea, unitat d'angle sòlid i unitat d'amplada de banda als seus homòlegs infinitesimals δA, δΩ i δν. La potència irradiada infinitesimal normal a partir d'una superfície δA de l'element en angle sòlid δΩ dins d'una amplada de banda δν ve donada llavors per Bν(T)δAδΩδν. La potència total radiada per sobre de qualsevol regió s'obté mitjançant la integració a través de la regió pel que fa a aquestes tres quantitats.
Tal com la termodinàmica dels gasos ordinaris compostos de molècules pot entendre's utilitzant la mecànica estadística, la llei de Planck es pot derivar mitjançant la visualització de la radiació com un gas de bosons sense massa (com els fotons) en equilibri tèrmic. Si la temperatura varia, variarà el nombre de fotons i energia emesos fins a omplir la cavitat amb una distribució de Planck a la nova temperatura, i la pressió i la densitat d'energia d'un gas de fotons en equilibri, és enterament determinada per la temperatura. Això difereix en els casos dels gasos materials, per als quals la pressió i la densitat d'energia depenen del nombre total de partícules i de les seves propietats, com ara la massa. D'aquesta manera la distribució de Planck sorgeix com un límit de la distribució de Bose-Einstein, que descriu la distribució d'energia dels bosons en equilibri termodinàmic.
La radiació obeeix la llei de Planck a l'interior d'una cavitat amb parets opaques mantingudes a una certa temperatura fixa, o prop de la superfície d'un cos negre. La radiació és isotròpica, homogènia, no polaritzada, i incoherent, i la distribució de Planck és l'única distribució per a la radiació electromagnètica en equilibri termodinàmic.

## Les diferents formes
La llei de Planck es pot trobar en diverses formes depenent de les convencions i les preferències dels diferents camps científics. Les diverses formes de la llei de radiància espectral es resumeixen en la següent taula. Les formes de l'esquerra s'utilitzen més sovint en camps experimentals, mentre que els de la dreta es troben més sovint en camps teòrics.
| amb h                                        | amb h | amb ħ                                      | amb ħ |
| variable                                     | distribució | variable                                   | distribució |
| -------------------------------------------- | --- | ------------------------------------------ | --- |
| Freqüència {\displaystyle \nu }              | {\displaystyle B_{\nu }(T)={\frac {2h\nu ^{3}}{c^{2}}}{\frac {1}{e^{h\nu /(k_{\mathrm {B} }T)}-1}}}                     | Freqüència angular {\displaystyle \omega } | {\displaystyle B_{\omega }(T)={\frac {\hbar \omega ^{3}}{4\pi ^{3}c^{2}}}{\frac {1}{e^{\hbar \omega /(k_{\mathrm {B} }T)}-1}}} |
| Longitud d'ona {\displaystyle \lambda }      | {\displaystyle B_{\lambda }(T)={\frac {2hc^{2}}{\lambda ^{5}}}{\frac {1}{e^{hc/(\lambda k_{\mathrm {B} }T)}-1}}}        | Longitud d'ona angular {\displaystyle y}   | {\displaystyle B_{y}(T)={\frac {\hbar c^{2}}{4\pi ^{3}y^{5}}}{\frac {1}{e^{\hbar c/(yk_{\mathrm {B} }T)}-1}}}                  |
| Nombre d'ona {\displaystyle {\tilde {\nu }}} | {\displaystyle B_{\tilde {\nu }}(T)=2hc^{2}{\tilde {\nu }}^{3}{\frac {1}{e^{hc{\tilde {\nu }}/(k_{\mathrm {B} }T)}-1}}} | Nombre d'ona angular {\displaystyle k}     | {\displaystyle B_{k}(T)={\frac {\hbar c^{2}k^{3}}{4\pi ^{3}}}{\frac {1}{e^{\hbar ck/(k_{\mathrm {B} }T)}-1}}}                  |

Aquestes distribucions representen la radiància espectral de cossos negres: la potència emesa des de la superfície emissora, per unitat d'àrea projectada de la superfície d'emissió, per unitat d'angle sòlid, per unitat espectral (freqüència, longitud d'ona, nombre d'ona o els seus equivalents angulars). Com que la radiació és isòtropa (és a dir, independent de la direcció), la potència emesa en un angle a la normal, és proporcional a l'àrea projectada i, per tant, al cosinus de l'angle segons la llei del cosinus de Lambert, i és no polaritzada.

### La correspondència entre formes d'espectres variables
Diferents variables espectrals requereixen diferents formes corresponents d'expressió de la llei. En general, no es poden convertir entre les diverses formes de la llei de Planck simplement mitjançant la substitució d'una variable per una altra, perquè això no tindria en compte que les diferents formes tenen diferents unitats.
Les corresponents formes d'expressió estan relacionades perquè expressen la mateixa realitat física: Per a un determinat increment espectral, li correspon un increment de l'energia física que irradia.
Això és així si aquest s'expressa en termes d'un increment de la freqüència, dν, o bé, de longitud d'ona, dλ. La introducció d'un signe negatiu pot indicar que un increment de freqüència es correspon amb la disminució de la longitud d'ona. Per les anteriors formes corresponents d'expressió de la radiància espectral, es pot utilitzar una expansió evident de la notació, de manera temporal només per al present càlcul. Llavors, per a un increment espectral particular, l'increment de l'energia física particular, es pot escriure:
{\displaystyle B_{\lambda }(\lambda ,\ T)\ \mathrm {d} \lambda =-B_{\nu }(\nu (\lambda ),\ T)\ \mathrm {d} \nu \,}    el que condueix a     {\displaystyle B_{\lambda }(\lambda ,\ T)\ =\ -\ {\frac {\mathrm {d} \nu }{\mathrm {d} \lambda }}B_{\nu }(\nu (\lambda ),\ T).}
També, 
{\displaystyle \nu (\lambda )=c/\lambda },
de manera que 
{\displaystyle d\nu /d\lambda =-c/\lambda ^{2}}
La substitució dona la correspondència entre les formes respecte a la freqüència i la longitud d'ona, amb les seves diferents unitats.
D'això es dedueix que la ubicació del pic de la distribució per la llei de Planck depèn de l'elecció de la variable espectral.

### Forma de la densitat d'energia espectral
La llei de Planck també es pot escriure en termes de la densitat d'energia espectral (u) multiplicant B per 4π/c:
{\displaystyle u_{i}(T)={\frac {4\pi }{c}}B_{i}(T).}
Aquestes distribucions tenen unitats d'energia per unitat de volum per unitat espectral.

## Derivació
Considereu un cub de costat L amb les respectives parets plenes de radiació electromagnètica en equilibri tèrmic a la temperatura T. Si hi ha un petit forat en una de les parets, la radiació emesa des del forat serà característica d'un perfecte cos negre. En primer lloc es calcula la densitat espectral de l'energia dins de la cavitat i després es determina la radiància espectral de la radiació emesa.
A les parets del cub, el component paral·lel del camp elèctric i el component ortogonal del camp magnètic s'anul·len. Anàloga a la funció d'ona d'una partícula en una caixa, es troba que els camps són superposicions de funcions periòdiques. Les tres longituds d'ona λ1, λ₂, i λ₃, en les tres direccions ortogonals a les parets poden ser:
{\displaystyle \lambda _{i}={\frac {2L}{n_{i}}},}
on el ni són nombres enters. Per a cada conjunt de nombres enters ni hi ha dues solucions lineals independents (modes). Segons la teoria quàntica, els nivells d'energia d'un mode estan donats per:
{\displaystyle E_{n_{1},n_{2},n_{3}}\left(r\right)=\left(r+{\frac {1}{2}}\right){\frac {hc}{2L}}{\sqrt {n_{1}^{2}+n_{2}^{2}+n_{3}^{2}}}.}      [1].
El nombre quàntic r pot ser interpretat com el nombre de fotons en el mode. Els dos modes per cada conjunt de ni corresponen als dos estats de polarització dels fotons amb espín 1. Cal recordar que per a r = 0 l'energia del mode és diferent de zero. Aquesta energia de buit del camp electromagnètic és responsable de l'efecte Casimir. A continuació calculem l'energia interna de la caixa a temperatura absoluta T.
D'acord amb la mecànica estadística, la distribució de probabilitat sobre els nivells d'energia d'un mode concret ve donada per:
{\displaystyle P_{r}={\frac {\exp \left(-\beta E\left(r\right)\right)}{Z\left(\beta \right)}}.}
On
{\displaystyle \beta \ {\stackrel {\mathrm {def} }{=}}\ 1/\left(kT\right).}
El denominador Z(β), és la funció de partició d'un sol mode i fa que Pr sigui adequadament normalitzada:
{\displaystyle Z\left(\beta \right)=\sum _{r=0}^{\infty }e^{-\beta E\left(r\right)}={\frac {e^{-\beta \varepsilon /2}}{1-e^{-\beta \varepsilon }}}.}
Aquí hem definit implícitament
{\displaystyle \varepsilon \ {\stackrel {\mathrm {def} }{=}}\ {\frac {hc}{2L}}{\sqrt {n_{1}^{2}+n_{2}^{2}+n_{3}^{2}}},}
que és l'energia d'un sol fotó. L'energia mitjana en un mode pot ser expressada en termes de la funció de partició:
{\displaystyle \left\langle E\right\rangle =-{\frac {d\log \left(Z\right)}{d\beta }}={\frac {\varepsilon }{2}}+{\frac {\varepsilon }{e^{\beta \varepsilon }-1}}.}
Aquesta fórmula, a més del terme d'energia del buit en primer lloc, és un cas especial de la fórmula general per a les partícules que obeeixen l'estadística de Bose-Einstein. Com que no hi ha restricció en el nombre total de fotons, el potencial químic és zero.
Si es mesura l'energia relativa a l'estat fonamental, l'energia total en el quadre següent sumant:
{\displaystyle \left\langle E\right\rangle -{\frac {\varepsilon }{2}}}
sobre tots els estats permesos de fotó únic. Això s'acosta exactament al límit termodinàmic quan L s'aproxima a l'infinit. En aquest límit, ε es fa continu i es pot integrar després
{\displaystyle \scriptstyle {\left\langle E\right\rangle }-{\frac {\varepsilon }{2}}}
sobre aquest paràmetre. Per al càlcul de l'energia en la caixa d'aquesta manera, hem d'avaluar la quantitat d'estats de fotons que hi ha en un rang d'energia donada. Si escrivim el nombre total d'estats individuals de fotons amb energies entre ε i ε + dε com a g(ε) dε, on g(ε) és la densitat d'estats (que avaluarem en un moment). Llavors podem escriure :
{\displaystyle U=\int _{0}^{\infty }{\frac {\varepsilon }{e^{\beta \varepsilon }-1}}g(\varepsilon )\,d\varepsilon .}     [2]
Per al càlcul de la densitat d'estats es pot reescriure l'equació [1] així:
{\displaystyle \varepsilon \ {\stackrel {\mathrm {def} }{=}}\ {\frac {hc}{2L}}n,}
on n és el mòdul del vector n = (n 1, n 2, n 3):
{\displaystyle n={\sqrt {n_{1}^{2}+n_{2}^{2}+n_{3}^{2}}}.}
Per a cada vector de n, les components amb enter major o igual a zero, hi ha dos estats de fotons. Això significa que el nombre d'estats dels fotons en una certa regió de l'espai-n és dues vegades el volum d'aquesta regió. Un interval d'energia de dε correspon al gruix de la cara del cub 
{\displaystyle dn=\left({{2L} \over {hc}}\right)d\varepsilon }
en l'espai-n. Com que els components de  n ha de ser positius, aquesta capa s'estén per un octant d'una esfera. El nombre d'estats de fotons g (ε) dε, en un rang d'energia dε, ve donada per:
{\displaystyle g(\varepsilon )\,d\varepsilon =2{\frac {1}{8}}4\pi n^{2}\,dn={\frac {8\pi L^{3}}{h^{3}c^{3}}}\varepsilon ^{2}\,d\varepsilon .}
Inserint això en l'equació. [2] s'obté:
{\displaystyle U=L^{3}{\frac {8\pi }{h^{3}c^{3}}}\int _{0}^{\infty }{\frac {\varepsilon ^{3}}{e^{\beta \varepsilon }-1}}\,d\varepsilon .}     [3]
D'aquesta equació obtenim fàcilment la densitat d'energia espectral com una funció de la freqüència uν(T) i com una funció de la longitud d'ona uλ(T):
{\displaystyle {\frac {U}{L^{3}}}=\int _{0}^{\infty }u_{\nu }(T)\,d\nu ,}
on:
{\displaystyle u_{\nu }(T)={8\pi h\nu ^{3} \over c^{3}}{1 \over e^{h\nu /k_{\mathrm {B} }T}-1}.}
i:
{\displaystyle {\frac {U}{L^{3}}}=\int _{0}^{\infty }u_{\lambda }(T)\,d\lambda ,}
on
{\displaystyle u_{\lambda }(T)={8\pi hc \over \lambda ^{5}}{1 \over e^{hc/\lambda k_{\mathrm {B} }T}-1}.}
Aquesta també és una funció de densitat espectral d'energia amb unitats d'energia per unitat de longitud d'ona per unitat de volum. Les integrals d'aquest tipus de Bose i els gasos de Fermi es pot expressar en termes de polilogaritmes. En aquest cas, però, és possible calcular la integral en forma tancada utilitzant només les funcions elementals. Substituint
{\displaystyle \varepsilon =k_{\mathrm {B} }Tx,}
en l'equació [3], fa que la variable d'integració sigui adimensional:
{\displaystyle u(T)={\frac {8\pi (k_{\mathrm {B} }T)^{4}}{(hc)^{3}}}J,}
on J és una integral de Bose-Einstein donada per:
{\displaystyle J=\int _{0}^{\infty }{\frac {x^{3}}{e^{x}-1}}\,dx={\frac {\pi ^{4}}{15}}.}
L'energia electromagnètica total dins de la caixa està donada llavors per:
{\displaystyle {U \over V}={\frac {8\pi ^{5}(k_{\mathrm {B} }T)^{4}}{15(hc)^{3}}},}
on 
{\displaystyle V=L^{3}}
és el volum de la caixa.
Aquesta no és la llei de Stefan-Boltzmann (que proporciona l'energia total radiada per un cos negre per unitat d'àrea de superfície per unitat de temps), però es pot escriure de manera més compacta usant la constant de Stefan-Boltzmann σ, donant
{\displaystyle {U \over V}={\frac {4\sigma T^{4}}{c}}.}
La constant σ4/c s'anomena de vegades la constant de radiació.
Com que la radiació és la mateixa en totes les direccions, i es propaga a la velocitat de la llum (c), la radiància espectral de la que surt del petit orifici serà:
{\displaystyle B_{\nu }(T)={\frac {u_{\nu }(T)\,c}{4\pi }},}
que els rendiments
{\displaystyle B_{\nu }(T)={\frac {2h\nu ^{3}}{c^{2}}}~{\frac {1}{e^{h\nu /k_{\mathrm {B} }T}-1}}.}
Es pot convertir una expressió per B λ (T) en unitats de longitud d'ona mitjançant la substitució \ Nu per c / λ i avaluació
{\displaystyle B_{\lambda }(T)=B_{\nu }(T)\left|{\frac {d\nu }{d\lambda }}\right|.}
Tingueu en compte que l'anàlisi dimensional mostra que la unitat d'estereoradiants, que es mostra en el denominador del costat esquerre de l'equació anterior, es genera en i portat a través de la derivació, però no apareix en cap de les dimensions de qualsevol element a la mà esquerra - costat de l'equació.
Aquesta derivació es basa en Brehm & Mullin 1989.

## Poder emissor
Es diu  poder emissor espectral  d'un cos {\displaystyle E(\nu ,T)\,} a la quantitat d'energia radiant emesa per la unitat de superfície i temps entre les freqüències {\displaystyle \nu \,} i {\displaystyle \nu +\delta \nu \,}. Es tracta per tant d'una potència.
{\displaystyle E(\nu ,T)=\pi \cdot I(\nu ,T)={\frac {2\pi h\nu ^{3}}{c^{2}}}{\frac {1}{i^{\frac {h\nu }{kT}}-1}}}
Considerem l'interval de freqüències entre {\displaystyle \nu \,} i {\displaystyle \nu +\delta \nu \,} i sigui dE el poder emissor del cos en l'interval de freqüències.
{\displaystyle dE=E(\nu ,T)d\nu \,}
considerant que la longitud d'ona es relaciona amb la freqüència:
{\displaystyle \lambda ={\frac {c}{\nu }}} i, per tant, {\displaystyle d\nu ={\frac {-c}{(\lambda )^{2}}}d\lambda }
resulta que l' poder emissor espectral  en funció de la longitud d'ona és:
{\displaystyle E(\lambda ,T)={C_{1} \over \lambda ^{5}\cdot (e^{C_{2} \over \lambda \cdot T}-1)}}
on les constants valen al Sistema Internacional d'Unitats:
{\displaystyle C_{1}=2\pi hc^{2}=3,742\cdot 10^{-16}{W\cdot m^{2}}\,}
{\displaystyle C_{2}={hc \over k}=1,4385\cdot 10^{-2}{m\cdot K}}
De la Llei de Planck es deriven la llei de Stefan-Boltzmann i la llei de Wien.

## Unitats
Si usem el Sistema Internacional d'Unitats, la longitud d'ona s'expressaria en metres, el poder emissor en un interval de freqüències dE en {\displaystyle {\frac {W}{m^{2}}}} i el poder emissor per unitat de longitud o poder emissor espectral {\displaystyle E(\lambda ,T)={\frac {dE}{d\lambda }}} en {\displaystyle {\frac {W}{m^{3}}}}, és a dir, vats per metre cúbic.
No és comú expressar la longitud d'ona en metres. Sovint resulta còmode expressar-la en nanòmetres anomenats antigament milimicress {\displaystyle 1nm=10^{-9}m}, però mantenint la unitat de  dE  en {\displaystyle {\frac {W}{m^{2}}}}, en aquest cas:
{\displaystyle {\frac {C_{1}\cdot \lambda }{\lambda ^{5}}}=3,742\cdot 10^{20}{W\cdot m^{2}}\cdot {\frac {d\lambda (nm)}{\lambda ^{5}(nm)}}\,}
{\displaystyle {\frac {C_{2}}{\lambda }}=1,439\cdot 10^{7}{\frac {m\cdot K}{\lambda (nm)}}}
Si es vol expressar el poder emissor espectral {\displaystyle E(\lambda ,T)\,} en la unitat pràctica {\displaystyle {\frac {cal}{cm^{2}\cdot mto\cdot \mu m}}}, on {\displaystyle 1\mu m=10^{-6}m} és 1 micròmetre o micra es pot utilitzar el factor de conversió :
{\displaystyle 1{\frac {W}{m^{3}}}=1,434\cdot 10^{-9}{\frac {cal}{cm^{2}\cdot mto\cdot \mu m}}}

## Exemples de la llei de Planck
- L'aplicació de la Llei de Planck al Sol amb una temperatura superficial d'uns 6000 K ens porta que el 99% de la radiació emesa està entre les longituds d'ona 0,15 {\displaystyle \mu m} (micròmetres o micres) i 4 micres i el seu màxim (Llei de Wien) passa a 0,475 micres. Com 1 nanòmetre 1 nm = 10  -9  m = 10  -4  micres resulta que el Sol emet en un rang de 150 nm fins a 4000 nm i el màxim passa a 475 nm. La llum visible s'estén des de 400 nm a 740 nm. La radiació ultraviolada o ones curtes aniria des dels 150 nm als 400 nm i la radiació infraroja o ones llargues des de les 0,74 micres a 4 micres.

- L'aplicació de la Llei de Planck a la Terra amb una temperatura superficial d'uns 288 K (15 °C) ens porta que el 99% de la radiació emesa està entre les longituds d'ona 3 {\displaystyle \mu m} (micròmetres o micres) i 80 micres i el seu màxim passa a 10 micres. L'estratosfera de la Terra amb una temperatura entre 210 i 220 K radiació entre 4 i 120 micres amb un màxim a les 14,5 micres.